# Onisifor Ghibu
Onisifor Ghibu (n. 31 mai 1883, Săliște, România – d. 31 octombrie 1972, Sibiu, România) a fost un profesor român de pedagogie, membru corespondent al Academiei Române și politician, luptător pentru drepturile și unitatea poporului român, unul dintre participanții importanți la realizarea Marii Uniri de la 1918.

## Biografie
Onisifor Ghibu s-a născut la Săliște, unde face și școala primară. Liceul îl începe la Sibiu (primele 6 clase) apoi îl termină la Școalele Centrale Române greco-ortodoxe din Brașov (1902). Studiile universitare le face la Institutul teologic andreian Sibiu, apoi și le desăvârșește la Universitatea din București, la Budapesta, Strasbourg și Jena, în acest din urmă oraș universitar trecându-și și doctoratul în filosofie, pedagogie și în istorie universală (1909).
Este numit inspector școlar primar ortodox pentru școlile din Transilvania (1910-1914), fiind totodată și profesor de pedagogie la Institutul teologic din Sibiu (1910-1912). În perioada 1912-1914 a fost numit secretar al Secției școlare a Asociațiunii „ASTRA”.
Refugiat în București între anii 1914 și 1916, colaborează cu Octavian Goga, Vasile Lucaciu și cu alți refugiați ardeleni la o campanie intensă pentru intrarea României în război alături de Antantă împotriva Austro-Ungariei.
Pentru activitatea intensă pe această linie, Onisifor Ghibu a fost condamnat în 1915, în contumacie, de Curtea Militară Maghiară din Cluj, la moarte. 
După ocuparea Bucureștiului în toamna anului 1916, Onisifor Ghibu se refugiază la Iași cu soția și cei trei copii (cel mai mare de 4 ani), iar din martie 1917 la Chișinău, unde devine motorul acțiunii revoluționare basarabene din 1917-1918. Împreună cu câțiva fruntași basarabeni întemeiază și organizează Partidul Național Moldovenesc. Conduce efectiv vasta acțiune de organizare a învățământului în limba română, inexistent în 1917 și reușește deschiderea de școli românești în toată Basarabia, începând cu toamna anului 1917. Tipărește apoi ”Ardealul” (de la 1 octombrie 1917), prima ”foaie” cu tipar latin din întreg Imperiul Rus, transformat  mai apoi în cotidianul ”România Nouă” (de la 24 ianuarie 1918) – ”organ de luptă pentru unirea politică a tuturor românilor”. În primul număr publică marea ”Declarație” – întocmită și cu prima semnătură a lui Onisifor Ghibu – ”de unire cu România a tuturor românilor aflători în teritorii ocupate vremelnic de puteri străine”. Onisifor Ghibu se află în fruntea luptei care duce la unirea Basarabiei în 1918.
În anul 1918 este numit secretar general al resortului de instrucție din Consiliul Dirigent, fiind ales și deputat în Marele Sfat al Transilvaniei. Cu acest prilej, realizează preluarea Universității din Cluj, propunând și înfăptuind organizarea ei pe baze românești (1919). Pentru ridicarea prestigiului noii instituții de învățământ superior, intervine și reușește să-l aducă în țară pe marele savant Emil Racoviță, ajutându-l să înființeze la Cluj primul institut de speologie din lume. În 1919, Onisifor Ghibu este numit ca profesor la noua universitate, fiind ales totodată membru corespondent al Academiei Române. În calitatea sa de profesor, funcționează până în anul 1945.
Pedagog-militant și unul din fondatorii istoriei pedagogiei românești, Onisifor Ghibu a publicat studii originale  privind istoria literaturii didactice și cercetări referitoare la istoria învățământului românesc din Transilvania în primele decenii ale secolului al XX-lea. În opera sa, el argumentează necesitatea organizării învățământului în spirit național, bazat pe principii moderne. A redactat și lucrări memorialistice cu caracter istoric, în care a oferit o frescă a vieții culturale și politice din prima jumătate a secolului al XX-lea.
Pentru activitatea sa permanent naționalistă, antirevizionistă și antisovietică a avut de suferit tot restul vieții după instaurarea forțată a regimului comunist în România. A fost de la început ”persona non grata”, toată bibliografia lui a fost blocată. Chiar din 1945, în timpul detenției – fără judecată – în lagărul de deținuți politici de la Caracal – a fost primul profesor ”epurat” și pensionat forțat din Universitatea clujeană, al cărei principal ctitor a fost în 1919. La Caracal, a fost deținut timp de 222 de zile. A fost arestat din nou la 10 decembrie 1956 și condamnat la 2 ani închisoare corecțională pentru că „a întreprins acțiuni împotriva regimului democrat popular al RPR”. A fost eliberat la 13 ianuarie 1958.
În ciuda tuturor manevrelor dușmănoase, Onisifor Ghibu a fost inclus în Calendarul UNESCO internațional pe anul 1983, la centenarul nașterii sale, ceea ce a asigurat readucerea lui în actualitate, prin numeroase simpozioane, filme, emisiuni radio și TV etc.
Exclus complet din viața publică, a trăit izolat la Sibiu, până în 31 octombrie 1972, adică 27 de ani după ”epurarea” sa. A continuat să scrie, lăsând la moartea sa zeci de mii de pagini de manuscrise, în mare parte memorialistică. N-a încetat nici un moment lupta – întotdeauna argumentată, spre a fi greu condamnabilă – cu oficialitățile comuniste, fiind în fruntea ”rezistenței intelectuale” din epocă, cu toată teroarea permanent desfășurată împotriva sa de teribila Securitate comunistă.

## Anexă
Pentru ilustrarea ”rezistenței” anticomuniste a lui Onisifor Ghibu se reproduce integral memoriul său adresat la 31 octombrie 1956 conducătorilor URSS, Nichita Hrusciov și Nicolae Bulganin, în problema necesității restituirii Basarabiei, nordului Bucovinei și ținutului Herța – un act absolut unic prin curaj – dar și prin inteligență și diplomație (act gândit, scris, finisat și expediat a doua zi după apariția în „Scânteia” a comunicatului sovietic legat de „contrarevoluția” din Ungaria). Acest act a dus la condamnarea lui la închisoare în anul 1956.
Către Excelențele lor
NICOLAE BULGANIN, Președinte al Consiliului de miniștri al URSS	
NICHITA HRUSCIOV, Secretar general al PC din URSS
Felicitând întreg poporul rus pentru cele cuprinse în comunicatul dat de D-voastră privitor la apropiata retragere a trupelor sovietice din așa-zisele „țări de democrație populară”, în numele poporului român de pe întreg teritoriul locuit de el, în numele dreptății imanente și în numele prieteniei adevărate care trebuie să se creeze de acum încolo între poporul român și poporul rus, vă rog, din adâncul sufletului meu, ca, în măsurile D-voastră referitoare la înlăturarea piedicilor ce stau în calea păcii dintre popoarele lumii întregi, să nu vă opriți la formula simplistă anunțată în comunicatul de astăzi, ci, ca adevărați marxiști-leniniști, să procedați, în teribilele clipe actuale cauzate de fostul dictator Iosif Vissarionovici Stalin, la lichidarea radicală a tuturor contrastelor și anomaliilor monstruoase create de politica acestui temerar falsificator al marxism-leninismului și autor al imensei tragedii de astăzi a Rusiei și a omenirii.
În acest sens, vă rog să procedați de urgență nu numai la retragerea trupelor sovietice din teritoriile în care ele au fost așezate de la 1944 încoace, ci și din toate acele teritorii în care ele au fost introduse, prin minciună, fraudă și teroare, între anii 1939, respectiv 1940-1944, respectiv 1945, acordând tuturor acelor teritorii, încorporate în ”mâna tare” a lui I. V. Stalin în URSS, deplina libertate de a-și hotărî singure soarta în conformitate cu enunciațiunile categorice și lapidare ale clasicilor marxismului, pe care socotesc necesar să vi le reamintesc aici, dat fiind că teroarea lui Stalin le-a acoperit cu un văl gros de uitare.
În Declarația sa de la 26 octomvrie 1917, când Lenin a luat în mâinile sale cârma Rusiei revoluționare, el a spus printre altele: „Prin anexiune sau acaparare a unor teritorii străine, guvernul înțelege, potrivit cu concepțiile despre drept ale democrației, în general, și a claselor celor ce muncesc, în special, orice alipire la un stat mare sau puternic a unei naționalități mici sau slabe, fără consimțământul și dorința acestei naționalități, dorință exprimată precis, limpede și cu bunăvoie, indiferent când a fost săvârșită această alipire, cu forța, sau ținută cu forța în cadrul hotarelor statului în chestiune. Indiferent, în sfârșit, dacă această națiune trăiește în Europa sau în depărtate țări transoceanice”.
„Dacă o națiune oarecare este ținută cu forța în cadrul hotarelor unui anumit stat, dacă în ciuda dorinței exprimate de ea, - indiferent dacă această dorință este exprimată prin presă, prin adunări populare, prin hotărâri ale partidelor sau prin revolte și răscoale împotriva asupririi naționale -, dacă, în ciuda acestei dorințe, nu i se acordă națiunii dreptul de a soluționa, prin vot liber, și numai după completa retragere a trupelor națiunii anexante sau, în general, ale națiunii mai puternice, de a soluționa fără cea mai mică constrângere problema formei existenței ei de stat, atunci alipirea ei constituie o anexiune, adică un act de cucerire și silnicie...
Menținerea sau sporirea anexiunii Marilor-Ruși, este declarată de guvern ca anulată, imediat și fără rezervă.”
Este mai clar ca lumina soarelui că această declarație programatică, principială și fundamentală, a primului guvern sovietic angajează cu sfințenie toate guvernele comuniste care stau pe baza ideologiei autentice a lui Lenin. Și este tot atât de clar că, în baza acestei declarații, Rusia lui Lenin a anulat, „fără rezervă”, anexarea de către țarismul rus a Basarabiei și că ocuparea de către Stalin a Bucovinei de Nord și a 40 de localități din însuși trupul României, în Moldova de Nord, este un act de cucerire și silnicie strigătoare la cer.
În legătură cu această declarație, îmi permit a vă reaminti și următoarele cuvinte ale aceluiași Lenin, adresate ca răspuns către socialiștii-democrați ai Elveției, în ziua de 17 martie 1917, când acesta se îndrepta, din lungul său exil, spre Rusia revoluționară. La întrebarea pusă de coreligionarii săi politici din Elveția: „Ce ar face partidul nostru dacă ar ajunge chiar acum la putere?”, Lenin a răspuns: „Am începe imediat și am duce la capăt eliberarea popoarelor asuprite de Velicoruși”.
Spre marea nenorocire a umanității, politica lui Lenin a fost torpilată, pas de pas, de către I. V. Stalin, ajungându-se la complicațiile din ultimul timp, care au dus apoi, în mod inevitabil, la ceea ce s-a petrecut în ultimele zile la Varșovia și la Budapesta – prefață sigură la ce va urma pretutindeni, unde urgia acestuia a pustiit și a presat de-a lungul anilor și deceniilor. 
Dacă Lenin ar fi fost sănătos și ar mai fi trăit 10-15-20 de ani, evoluția Rusiei ar fi fost cu totul alta și lumea întreagă ar fi fost cruțată de imensele crize care o frământă de patru decenii încoace. Sarcina conducătorilor ei de astăzi ar fi mult mai ușoară și mai nobilă, de cum este de fapt.
Această imensă sarcină – moștenirea lui Stalin – n-o veți putea lichida decât făcând tabula rasa din întreg stalinismul și revenind la ideile autentice ale lui Marx, Engels și Lenin cu privire la Rusia de totdeauna. D-voastră trebuie să vă întoarceți la evanghelia acestora, denaturată de Stalin. Eu rețin aci numai câteva rânduri din această evanghelie, pe care oamenii de astăzi ai țării D-voastră se pare că le-au uitat.
În Manifestul constitutiv al Asociației internaționale a muncitorilor, scris de K. Marx la 1864, acesta stigmatizează în cuvinte de foc: „aprobarea nerușinată, simpatia prefăcută sau nepăsarea idioată cu care clasele suprapuse din Europa au privit la cucerirea fortăreței muntoase a Caucazului și la mișeleasca sugrumare a eroicei Polonii de către Rusia; la abuzurile nesfârșite și suportate fără murmur ale acelei puteri barbare, al cărei cap este la Petersburg și ale cărei mâini sunt în fiecare cabinet din Europa” ... „Numai o Rusie liberă, care nu va avea nevoie nici să asuprească pe polonezi, finlandezi, nemți, armeni și alte popoare mai mici, nici să ațâțe permanent una contra alteia Franța și Germania, va oferi Europei contemporane posibilitatea de a respira în libertate, de a scăpa de mizeria războaielor”.
Aduceți-vă aminte, vă rog, și de mesagiul pe care K. Marx l-a trimis Conferinței Internaționale de la Lausanne în anul 1867, prin emisarul său Borkmann, - mesagiu la care s-a referit și A. Hitler când a atacat Rusia, la 1941 -, în care zicea, printre altele, că: „CEL DINTÂI PAS SPRE PACEA EUROPEI ESTE RĂZBOIUL CONTRA RUSIEI”.
Și mai gândiți-vă și la cuvintele lui Fr. Engels, invocate mai târziu și de Lenin: „RUSIA ESTE POSESOAREA UNOR ENORME PROPRIETĂȚI FURATE (ADICĂ ASUPRITE), PE CARE ÎN ZIUA SOCOTELILOR EA VA TREBUIE SĂ LE RESTITUIE”.
D-voastră nu mai puteți ieși, după cele petrecute în timpul din urmă, din dilema: Ori rămâneți marxist-leniniști, în sensul marxism-leninismului ortodox, expus mai sus și vă lepădați cu totul de denaturările acestuia de către Stalin, ori renunțați definitiv la acesta și vă întoarceți la propria D-voastră „minte sănătoasă”, aruncând peste bord întreaga „ideologie” și „propagandă”, cu care v-ați amețit înșivă și ați amețit întreaga lume.
În această ordine de idei, vi se impune ca cea mai urgentă datorie revizuirea radicală și obiectivă a concepției materialiste, pe care Stalin a redus-o la cadre penibil de vulgare și de dezonorante pentru sufletul rusesc atât de nobil. Și în acest punct trebuie să reveniți dacă nu la Hristos, cel puțin la K. Marx, care n-a fost tocmai atât de „materialist”, cum îl prezintă propaganda sovietică politică. Îmi permit a vă reaminti impresionanta mărturisire de credință a lui, făcută în legătură cu războiul franco-german din 1870-1871: „ȘI ASTFEL, ÎN CELE DIN URMĂ, IEȘI LA IVEALĂ CARACTERUL ADEVĂRAT AL RĂZBOIULUI, PE CARE PROVIDENȚA ÎL DECRETASE PENTRU PEDEPSIREA FRANȚEI NELEGIUITE ȘI DESTRĂBĂLATE”.
Vedeți, Marx vorbește de Providență divină care pedepsește nelegiuirile. Ar fi oare absurd să credem că acea „Providență” l-a pedepsit și pe Stalin al D-voastră și că ea poate aplica și Rusiei de astăzi sau de mâine pedeapsa de care a vorbit, la un moment dat, K. Marx?
Și apoi, aduceți-vă aminte și de cuvintele spuse, în momente de extremă criză, cum mai pot fi și altele într-un viitor ce nu poate fi prevăzut și împiedicat de nimeni, de către însuși Lenin și care sunt o dovadă în plus despre șubrezenia „materialismului” ce stă la baza ideologiei D-voastră de astăzi. Iată, în adevăr, ce spunea Lenin în raportul său către al VIII-lea congres al partidului, la 7 martie 1918: „Mai întâi, în octombrie 1917, un continuu marș triumfal; apoi, deodată, revoluția rusă este zdrobită în câteva săptămâni de către tâlharul german... În acest caz, trebuie să știm să batem în retragere. Realitatea neînchipuit de amară, de tristă, nu poate fi ascunsă în dosul unor fraze goale. Trebuie să spunem: - Să dea Dumnezeu să nu ne retragem în prea mare dezordine -. Să ne retragem în ordine, nu suntem în stare: să dea Dumnezeu să nu ne retragem în prea mare dezordine”.
Ce-ar fi oare, dacă D-voastră, conducătorii de astăzi ai Rusiei silite să se retragă din țările cotropite în mod barbar de falsul ucenic al lui Marx, Engels și Lenin, ați ancora, în aceste vremuri de cumplită criză, așa cum a ancorat, la 1918, V. I. Lenin, în Dumnezeu sau cum a ancorat, la 1871 K. Marx în Providența divină?
Ar fi lucrul cel mai înțelept și mai binecuvântat. Ar însemna că v-ați întors la popor – poporul rus, care, în adâncul sufletului său, este un popor credincios și blând, care poate deveni o perlă a întregii umanități. Ar însemna că v-ați întors de la barbaria lui Stalin la umanitate.
Veți izbuti să vă ridicați până la o astfel de culme, care să vă consacre ca pe niște eroi ai umanității, ca pe niște sfinți la care să se închine veacurile ce au să vină?
Aceasta v-o dorește din adâncul sufletului său și în convingerea că exprimă totodată și dorința tuturor oamenilor de bine din lumea întreagă, scriitorul rândurilor prezente. –
Onisifor Ghibu
Profesor universitar onorar, fost deputat, fost senator, fost secretar de stat în guvernul revoluționar român din Transilvania în anii 1918-1920, fost membru în Comitetul național român din Transilvania și Basarabia, luptător în revoluția rusească din 1917-1918 pentru dreptul popoarelor la autodeterminare, președinte-delegat al Comitetului pentru apărarea Transilvaniei lovite de Dictatul de la Viena din 1940, membru în Comitetul național român al Alianței universale pentru înfrățirea popoarelor prin Biserică, delegat al guvernului român pe lângă Sfântul Scaun la Roma, etc., etc.
Domiciliat în Sibiu (România), strada Dr. Ioan Rațiu nr. 3

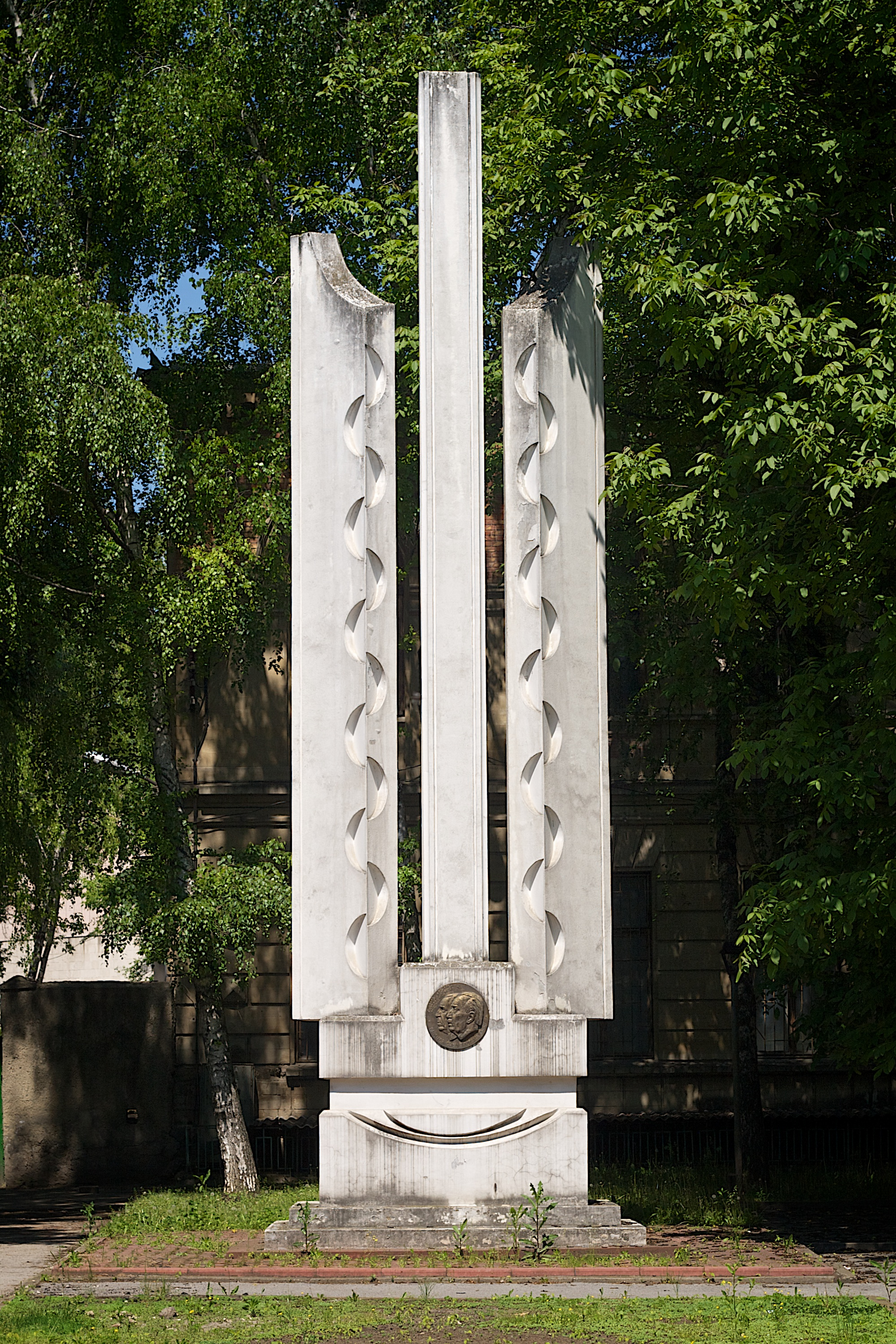
monument lui Onisfor şi Octavian Ghibu din Chişinău, scupltor Gheorghe Adoc, 1998

Sibiu, 31 octombrie 1956